# تناجر منقط
تناجر منقط (الاسم العلمي: Tangara varia)، هو نوع من الطيور يتبع فصيلة التناجر ضمن رتبة العصفوريات.